# Il Sanctus
Il Sanctus (Das Sanctus) è un racconto di Ernst Theodor Amadeus Hoffmann che venne pubblicato nel primo volume della raccolta Notturni (1816).

## Trama
Il maestro di cappella apprende costernato dal dottore che la bravissima cantante Bettina ha irrimediabilmente perduto la voce, per quanto lo stesso dottore non riesca a spiegarsi il motivo per cui tale deficienza si manifesti solo nel canto. Ma il Viaggiatore Entusiasta dice loro di conoscere il vero motivo della disgrazia di Bettina: la ragazza avrebbe compiuto un atto sacrilego interrompendo il suo canto e abbandonando la chiesa durante il Sanctus. Davanti all’incredulità del dottore e alla meraviglia del maestro di cappella, il Viaggiatore Entusiasta racconta loro di un caso analogo verificatosi ai tempi dell’assedio di Granada.

## Edizioni italiane
- E. T. A. Hoffmann, Romanzi e racconti, 3 voll., Einaudi, Torino, 1969.